# Home School Valedictorian
Home School Valedictorian è il secondo album in studio del gruppo musicale hard rock statunitense Adelitas Way, pubblicato nel 2011.

## Tracce
1. The Collapse – 3:38
2. Sick – 3:11
3. Alive – 3:47
4. Criticize – 3:02
5. Good Enough – 3:51
6. Cage the Beast – 3:16
7. I Can Tell – 3:39
8. Somebody Wishes They Were You – 3:44
9. Move – 3:20
10. I Wanna Be (featuring Tyler Connolly) – 3:12
11. Hurt – 3:56

## Formazione
- Rick DeJesus - voce
- Keith Wallen - chitarra, cori
- Derek Johnston - basso
- Trevor "Tre" Stafford - batteria, percussioni